# Bistum Thuckalay
Das Bistum Thuckalay (lat.: Dioecesis Thuckalayensis) ist ein Bistum der mit der römisch-katholischen Kirche unierten syro-malabarischen Kirche mit Sitz in Thuckalay in Indien. Es umfasst den Distrikt Kanyakumari und das Taluk des Distrikts Tirunelveli im indischen Bundesstaat Tamil Nadu.

## Geschichte
Papst Johannes Paul II. gründete es mit der Apostolischen Konstitution Apud Indorum gentes am 11. November 1996 aus Gebietsabtretungen der Erzeparchie Changanacherry, dem es auch als Suffraganbistum unterstellt wurde.

## Bischöfe von Thuckalay
- George Alencherry, 1996–2011, dann Großerzbischof von Ernakulam-Angamaly
- George Rajendran Kuttinadar SDB, seit 2012